# Бутилгидроксианизол
Бутилгидроксианизол (Е320) — твёрдое воскоподобное вещество, представляющее собой смесь изомеров — 2-трет-бутил-4-гидроксианизола и 3-трет-бутил-4-гидроксианизола. Его синтезируют из 4-метоксифенола и изобутилена. Применяется в качестве антиоксиданта и консерванта в пищевых продуктах, кормах для животных, косметике, резине, нефтепродуктах. 